# HD 69830 b
HD 69830 b是環繞著HD 69830的海王星質量或超級地球質量的系外行星，它的質量10倍於地球，是在這個行星系中最小的。它的軌道非常靠近母恆星，公轉一周只需要82/3天的時間。
它看起來是一顆岩石行星，而不是氣體巨星。如果他成為氣體巨星，它可能不會以這種形式留在該處。
如果HD 69830 b是一顆類地行星，模型預測的潮汐熱會使表面的熱通量高達大約55 W/m2，這是埃歐的20倍。